# 류영진
류영진(柳永珍, 1959년 7월 12일 ~ )은 대한민국의 약사이다. 문재인 정부에서 식품의약품안전처장을 역임하였다.

## 학력
- 원평초등학교 (전학)
- 마산무학초등학교 (졸업)
- 마산중앙중학교
- 고등학교 검정고시
- 1978년 ~ 1982년: 부산대학교 제약학 학사

## 경력
- 2010.03 ~ 2016.02 : 부산광역시 약사회 회장
- 2012.10 ~ 2012.12 : 제18대 대통령선거 민주통합당 문재인 후보 부산광역시 선거대책위원회 공동위원장
- 2012.10 ~ 2012.12 : 제18대 대통령선거 민주통합당 문재인 후보 직능특보
- 2013.05 : 포럼지식공감 상임공동대표
- 2016.01 : 대한약사회 부회장
- 2017.07 ~ 2019.03 : 제4대 식품의약품안전처 처장
- 2019.06 ~ 2019.12 : 더불어민주당 부산광역시당 부산진구 을 지역위원회 위원장

## 전과
- 도로교통법위반(음주운전): 벌금 1,000,000원 - 2007년 1월 19일 선고[2]

## 역대 선거 결과
|  | 25.54% |

|  | 43.70% |